# Patriarca

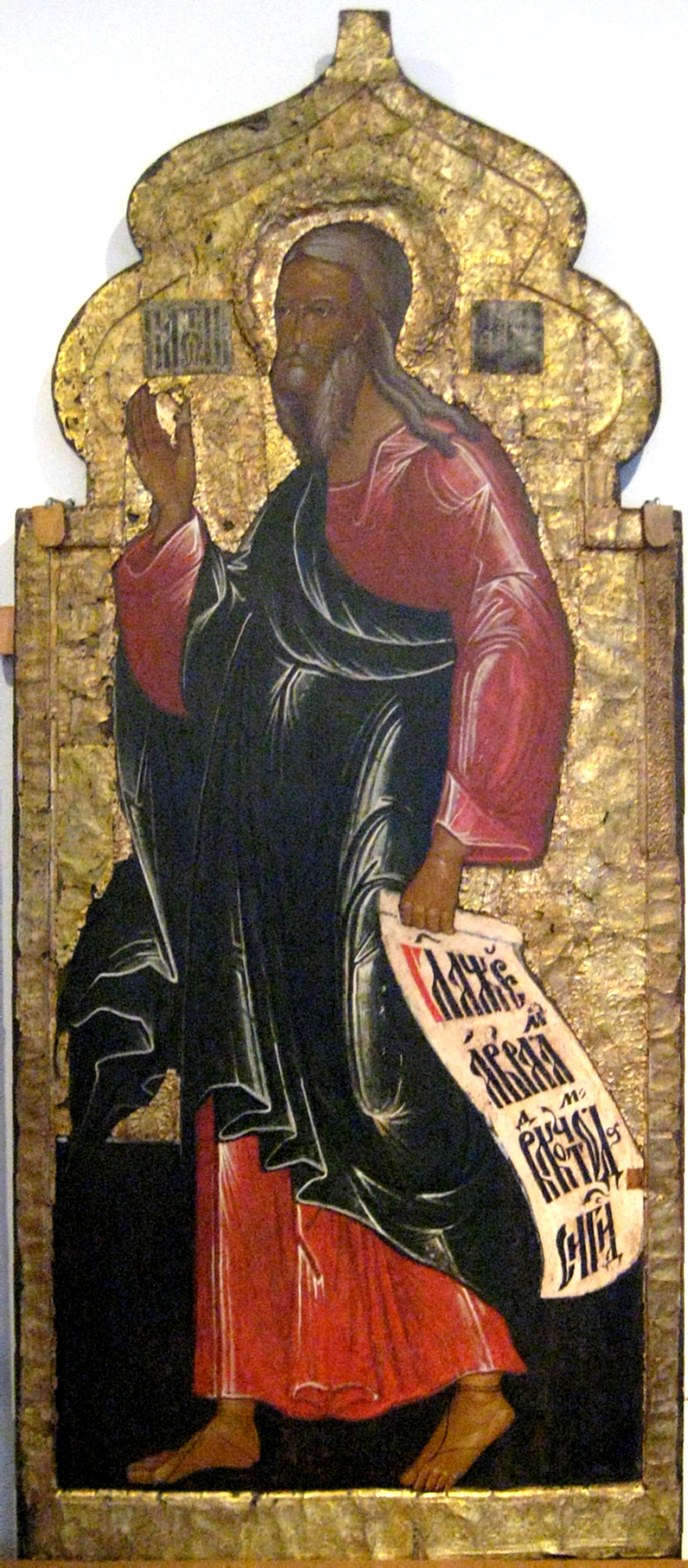
Patriarca Abraão

Patriarca, originalmente, era uma pessoa que exercia uma autoridade autocrática no papel de pater familias sobre uma família estendida. O sistema de governo de famílias pelo homem mais velho é denominado patriarcado.
A palavra é derivada do grego πατριάρχης, patriarchēs, que significa "chefe" ou "pai de família", uma composição de πατριά, patria("família") e ἄρχειν, archein ("governar").
Abraão, Isaac e Jacó são geralmente chamados de patriarcas do povo de Israel e o período no qual eles viveram é chamado de Época Patriarcal. A palavra "patriarca" original adquiriu seu significado religioso na Septuaginta, a versão grega da Bíblia.
Atualmente, a palavra tem um significado eclesiástico específico. Designa os mais altos bispos na hierarquia da Igreja Ortodoxa, das Igrejas Ortodoxas Orientais, da Igreja Católica (acima dos arcebispos maiores e primazes) e da Igreja do Oriente (algumas utilizam também o termo "papa", como é o caso da Igreja Católica e da Igreja Ortodoxa Copta de Alexandria). O cargo e a circunscrição eclesiástica de um patriarca são chamados de "patriarcado". Em algumas Igrejas, o patriarca recebe o titulo de católico (Catholikós), e sua circunscrição é o catolicato ou catolicossato (Catholikossato). Historicamente, um patriarca geralmente era a escolha lógica para agir como etnarca de uma comunidade identificada com uma determinada confissão religiosa dentro de um Estado de fé diferente (como os cristãos no Império Otomano, por exemplo).

## Cristianismo oriental

### Igreja do Oriente
Patriarcas da Igreja do Oriente, por vezes chamada de Igreja Nestoriana, "Igreja da Pérsia", Igreja Sassânida ou, atualmente, de Igreja Assíria do Oriente, identificam sua linhagem até os patriarcas do século I.
- Católico-Patriarca de Selêucia-Ctesifonte, líder da Igreja Assíria do Oriente.
- Patriarca da Antiga Igreja do Oriente, uma secessão da Igreja Assíria do Oriente.

### Igreja Ortodoxa
- Patriarcados antigos:

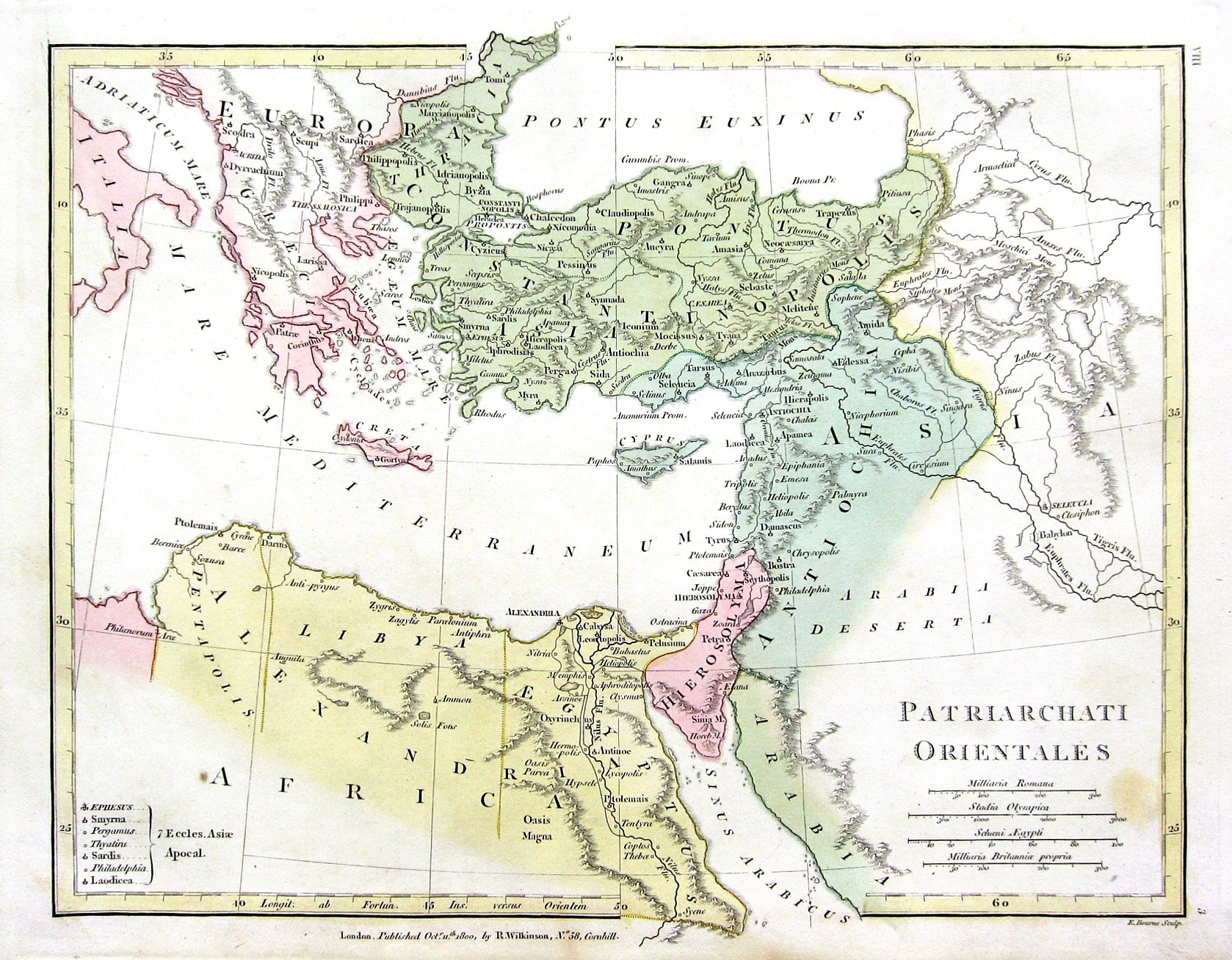
Mapa do oriente mostrando o território de quatro dos cinco patriarcados da Pentarquia criada por Justiniano I no séc. VI. O quinto, que corresponde à toda Europa cristianizada, foi dado ao Bispo de Roma.

  - O Patriarca Ecumênico de Constantinopla, líder da Igreja Ortodoxa de Constantinopla e representante espiritual honorário de toda a Igreja Ortodoxa.[9]
  - O Patriarca de Alexandria e de Toda a África, líder da Igreja Grega Ortodoxa de Alexandria.
  - O Patriarca de Antioquia e líder da Igreja Grega Ortodoxa de Antioquia e Todo Oriente no Oriente Médio.
  - O Patriarca de Jerusalém e líder da Igreja Grega Ortodoxa de Jerusalém e do Santo Sião, em Israel, Palestina, Jordânia e toda Arábia.

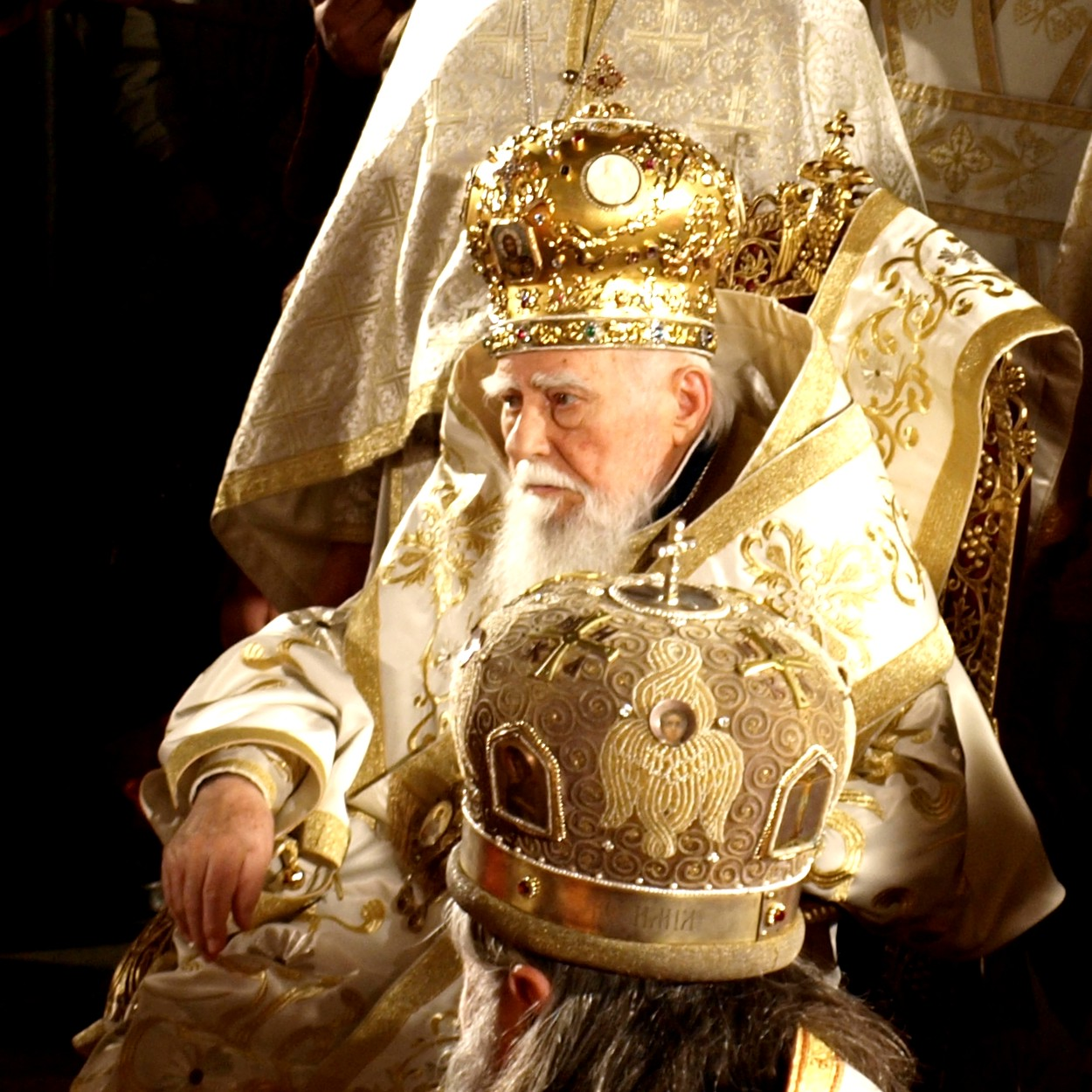
Patriarca Máximo da Bulgária.

- Patriarca Máximo da Bulgária.Os cinco novos patriarcados, criados depois da consolidação da Pentarquia, em ordem cronológica de seu reconhecimento como patriarcados pelo Patriarca Ecumênico de Constantinopla:
  - O Patriarca de Toda a Bulgária, líder da Igreja Ortodoxa Búlgara, na Bulgária, reconhecido como patriarca em 927.[10]
  - O Católico-Patriarca de Toda a Geórgia, líder da Igreja Ortodoxa Georgiana, na Geórgia, reconhecido como um "catolicato" (patriarcado) em 1008.[11]
  - O Patriarca da Sérvia, líder da Igreja Ortodoxa Sérvia, na Sérvia, reconhecido como patriarca em 1375.[12]
  - O Patriarca de Moscou e Toda Rússia, líder da Igreja Ortodoxa Russa, na Rússia, reconhecido como patriarca em 1589.[13]
  - O Patriarca de Toda a Romênia, líder da Igreja Ortodoxa Romena, na Romênia, reconhecido como patriarca em 1925.[14]

### Patriarcas Ortodoxos fora da Comunhão Ortodoxa
- O Patriarca de Moscou e Toda Rússia, líder da Antiga Igreja Ortodoxa Russa.
- O Patriarca de Kiev, líder da Igreja Ortodoxa Ucraniana - Patriarcado de Kiev.
- O Patriarca de Kiev e Toda Rússia-Ucrânia, líder da Igreja Ortodoxa Canônica Autocéfala Ucraniana.
- O Patriarca da Igreja Ortodoxa Autocéfala da Europa.[15]
- O Patriarca da Igreja Católica Ortodoxa Grega Ucraniana.

### Igrejas Ortodoxas Orientais

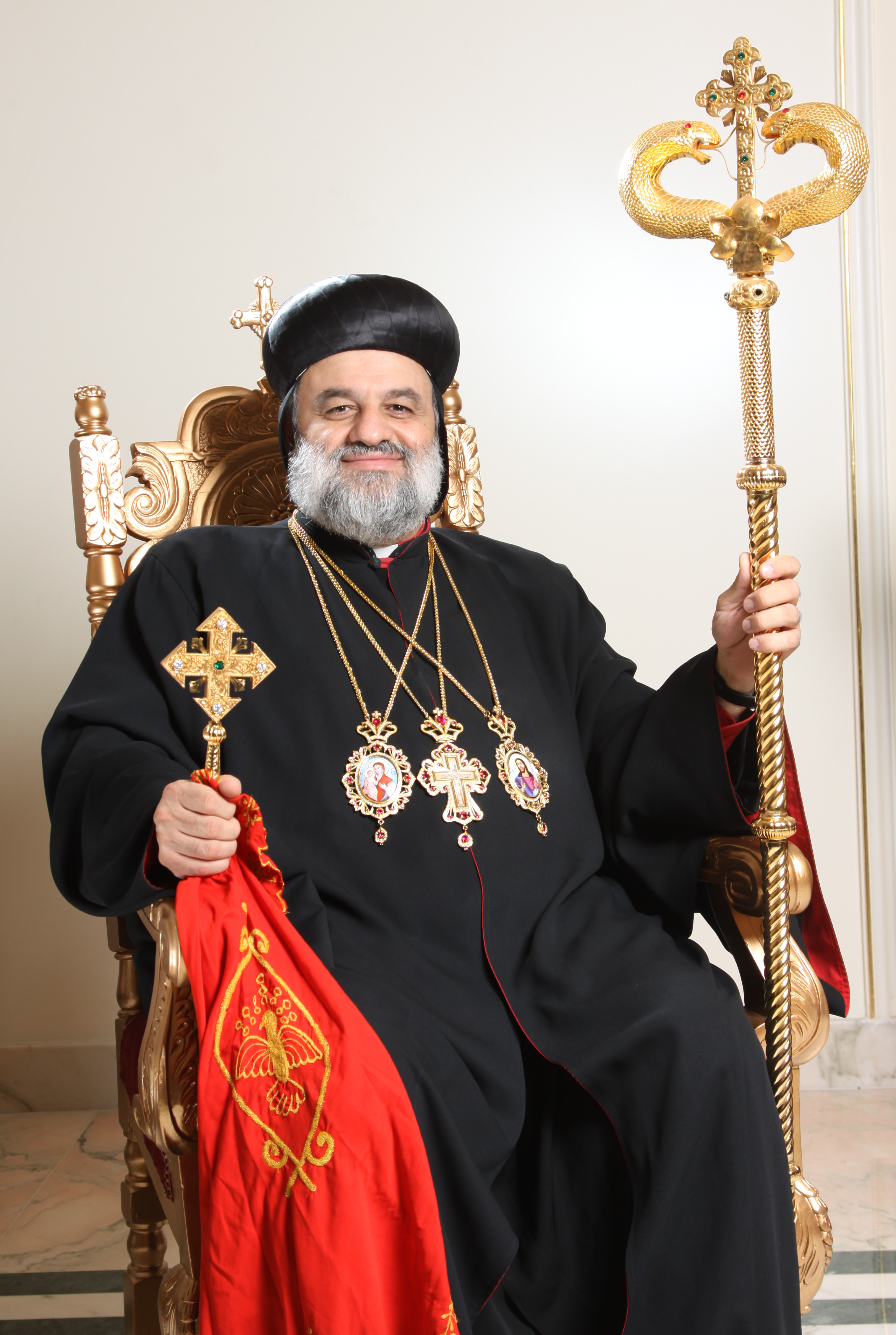
Patriarca ortodoxo siríaco de Antioquia Efrém II.

- O Papa de Alexandria e Patriarca de Toda a África, líder da Igreja Ortodoxa Copta de Alexandria no Egito e Toda África e líder espiritual da Ortodoxia Oriental.
- O Patriarca de Antioquia de Antioquia e Todo Oriente, líder da Igreja Ortodoxa Siríaca de Antioquia e Líder Supremo da Igreja Universal Ortodoxa Siríaca no Oriente Médio.
  - O Católico da Índia, líder da Igreja Jacobita Siríaca Ortodoxa Malancara na Índia.
- O Católico do Oriente, líder metropolita da Igreja Ortodoxa Siríaca Malancara na Índia.
- O Católico de Etchmiadzin, Armênia e Todos os Armênios, Supremo Patriarca da Igreja Apostólica Armênia e líder da Igreja Apostólica Armênia.
  - O Patriarca de Constantinopla para os Armênios, na Turquia.
  - O Patriarca de Jerusalém e do Santo Sião para os Armênios, em Israel, Palestina, Jordânia e o Golfo Pérsico.
- O Católico da Cilícia, líder da Igreja Apostólica Armênia da Grande Casa da Cilícia, em Antelias, no Líbano.
- O Arcebispo de Axum e Católico-Patriarca de Toda a Etiópia, líder da Igreja Ortodoxa Etíope Tewahedo, na Etiópia.
- O Arcebispo de Asmara e Patriarca de Toda a Eritreia, líder da Igreja Ortodoxa Eritreia Tewahedo, na Eritreia.

## Igreja Católica

Modelo de um brasão utilizado por um patriarca da Igreja Católica.

Os patriarcas católicos apõem ao respectivo brasão de armas a cruz arquiepiscopal (cruz dupla) e o capelo verde de 30 borlas debruadas a ouro. No caso de serem metropolitas usam também o pálio no brasão. Aos Patriarca de Lisboa foi ainda concedido, como privilégio adicional (outorgado por bula papal), o direito perpétuo de serem nomeados cardeais no consistório seguinte ao da sua investidura no cargo. Os Patriarcas latinos que ascendam à dignidade cardinalícia tomam o título de cardeal-patriarca.

### Patriarcado do Ocidente (extinto)
Na Pentarquia formulada pelo imperador bizantino Justiniano I (527–565), o imperador designou como patriarcado para o bispo de Roma toda a Europa cristianizada (incluindo quase toda a moderna Grécia), com exceção de uma pequena área à volta de Constantinopla e ao longo da costa do Mar Negro. Ele ainda incluiu neste patriarcado a porção ocidental do norte da África. O sistema de Justiniano recebeu reconhecimento formal no Concílio Quinisexto de 692, que a Sé de Roma, contudo, não reconhece.
Os papas do passado utilizavam ocasionalmente o título de Patriarca do Ocidente sem defini-lo claramente. A partir de 1863, o título passou a aparecer no "Anuário Pontifício", que, em 1885, tornou-se uma publicação semioficial da Santa Sé. Na edição de 2006, o título foi suprimido. O Pontifício Conselho para Promoção da Unidade Cristã explicou a decisão num comunicado emitido no final do mesmo ano, que afirmou que o título havia se tornado "obsoleto e praticamente inútil" e que era "sem sentido insistir na sua manutenção". Na edição de 2024, voltou a ser mencionado.
Desde o Concílio Vaticano II, a Igreja Latina, com a qual o título poderia ser mais facilmente associado, passou a ser organizada como diversas conferências episcopais e seus agrupamentos internacionais.

### Outros Patriarcados latinos históricos
- O Patriarca de Grado, fundido em 1451 com a Diocese de Castello e Veneza para formar a Arquidiocese de Veneza.
- O Patriarca de Aquileia, dissolvido em 1752.
- O Patriarca das Índias Ocidentais, um sé titular patriarcal vaga desde 1963.
- O Patriarca Latino de Antioquia, título abolido em 1964.
- O Patriarca Latino de Alexandria, título abolido em 1964.
- O Patriarca Latino de Constantinopla, título abolido em 1964.

### Patriarcados latinos atuais
- O Patriarca Latino de Jerusalém.
- O Patriarca das Índias Orientais, uma sé titular patriarcal unido à Arquidiocese de Goa e Damão.
- O Patriarca de Lisboa.
- O Patriarca de Veneza.

### Patriarcados Católicos Orientais

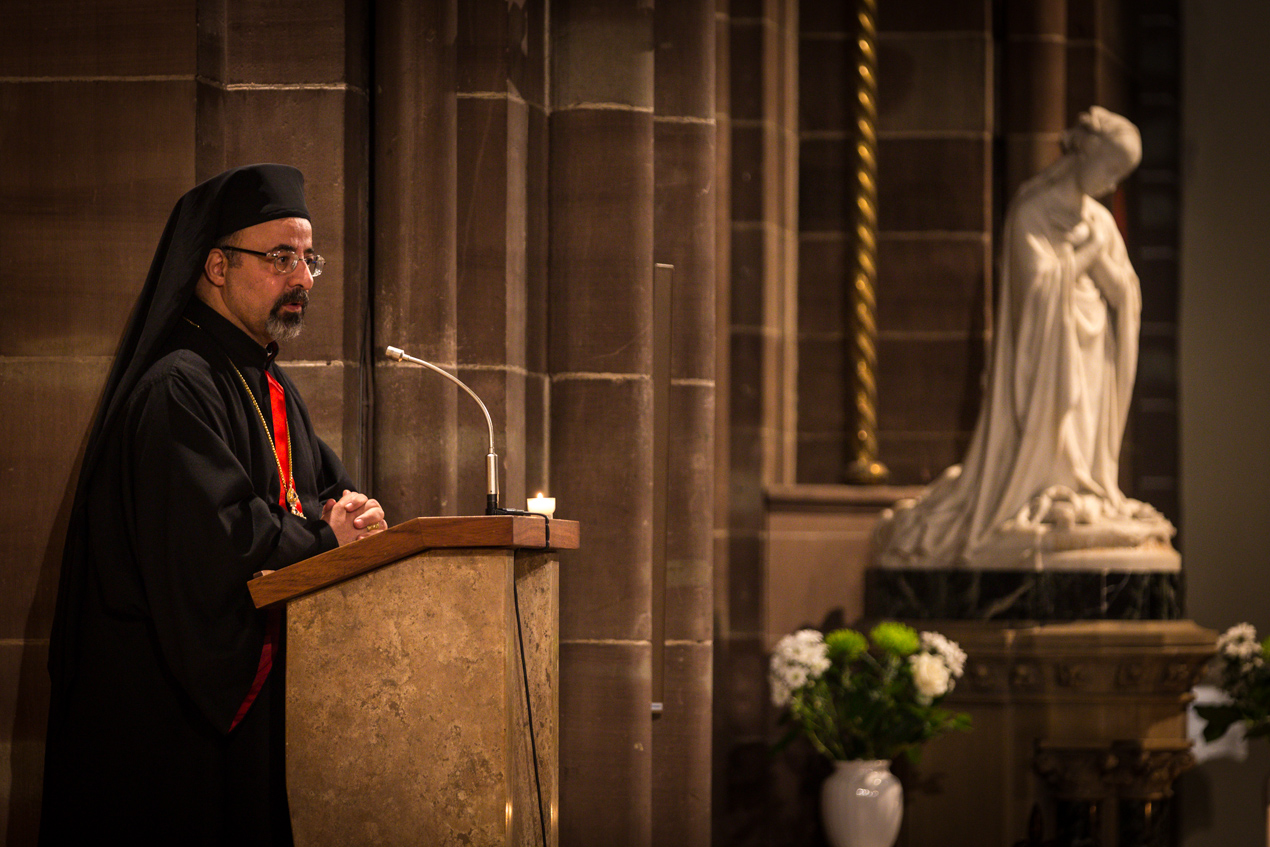
Ibrahim Isaac Sidrak, Patriarca Católico Copta de Alexandria.

Seis das Igrejas Católicas Orientais são lideradas por patriarcas que reivindicam uma (ou mais) das antigas sés patriarcais:
- O Patriarca Católico Copta de Alexandria, líder da Igreja Católica Copta.
- O Patriarca Greco-Católico Melquita de Antioquia e Todo Oriente, de Alexandria e Jerusalém, líder da Igreja Greco-Católica Melquita.
- O Patriarca Católico Sírio de Antioquia e Todo Oriente, líder da Igreja Católica Siríaca.
- O Patriarca Católico Maronita de Antioquia e Todo Oriente, líder da Igreja Católica Maronita.
- O Patriarca Católico Caldeu de Bagdá, líder da Igreja Católica Caldeia.
- O Patriarca Católico Armênio da Cilícia, líder da Igreja Católica Armênia.

#### Arcebispados maiores
Quatro outras Igrejas Católicas Orientais são lideradas por um prelado conhecido como "arcebispo maior", um título criado em 1963, essencialmente equivalente ao de patriarca:
- O Arcebispo maior de Kiev-Halych, líder da Igreja Católica Grega Ucraniana.
- O Arcebispo maior de Ernakulam-Angamaly, líder da Igreja Católica Siro-Malabar.
- O Arcebispo maior de Trivandrum, líder da Igreja Católica Siro-Malancara.
- O Arcebispo maior de Făgăraş e Alba Iulia, líder da Igreja Greco-Católica Romena unida com Roma

Em suas igrejas sui iuris, não há diferenças entre patriarcas e arcebispos maiores. Porém, existem diferenças na ordem de precedência (ou seja, os patriarcas precedem os arcebispos maiores) e na forma de ascensão: a eleição de um arcebispo maior precisa ser confirmada pelo papa antes que ele possa assumir o posto, ao passo que os patriarcas prescindem desta aprovação. Eles precisam apenas solicitar ao papa, o mais cedo possível, a concessão da chamada "comunhão eclesiástica".

### Concílio Vaticano II
O decreto Orientalium Ecclesiarum (1964), sobre as Igrejas orientais católicas, do Concílio Ecumênico Vaticano II reafirmou a tradição dos patriarcados orientais (diferente dos patriarcados ocidentais de rito latino, que são considerados só meramente honoríficos) nos seguintes termos:
| “ | Desde antiquíssimos tempos vigora na Igreja a instituição do patriarcado, já reconhecida pelos primeiros concílios ecumênicos. Pelo nome de patriarca oriental entende-se o bispo que no próprio território ou rito tem a jurisdição sobre todos os bispos, não excetuados os metropolitas, sobre o clero e o povo, de acordo com a norma do direito e salvo o primado do romano pontífice. Onde quer que se constitua, fora dos limites do território patriarcal, um hierarca de algum rito, permanece ele agregado à hierarquia do patriarcado do mesmo rito, de acordo com as normas do direito. (...) Embora posteriores uns aos outros no tempo, os Patriarcas das Igrejas Orientais são, no entanto, todos iguais em razão da dignidade patriarcal, salva a precedência de honra legitimamente estatuída entre eles. (...) Segundo a antiquíssima tradição da Igreja, singulares honras devem ser atribuídas aos patriarcas das Igrejas Orientais, pois cada um deles preside, como pai e cabeça, ao seu patriarcado. Por isso, estabelece este sagrado concílio que se restaurem os seus direitos e privilégios, de acordo com as antigas tradições de cada Igreja e os decretos dos Concílios Ecumênicos. Estes direitos e privilégios são os que vigoravam ao tempo da união do Oriente e Ocidente, embora devam ser um pouco adaptados às condições modernas. Os patriarcas com os seus sínodos constituem a instância suprema para todos os assuntos do patriarcado, não excluído o direito de constituir novas eparquias e de nomear bispos do seu rito dentro dos limites do território patriarcal, salvo o direito inalienável do romano pontífice de intervir em cada caso. (...) O que foi dito dos patriarcas vale também, de acordo com as normas do direito, para os arcebispos maiores, que presidem a toda uma Igreja particular ou rito sui juris. (...) Sendo a instituição patriarcal nas Igrejas Orientais a forma tradicional do regime, o sagrado e ecumênico concílio deseja que, onde for necessário, se erijam novos patriarcados, cuja constituição é reservada ao concílio ecumênico ou ao romano pontífice. | ” |

### Código de Direito Canônico
De acordo com o Código de Direito Canônico (1983), "o título de patriarca e de primaz, além da prerrogativa de honra, não implica, na Igreja Latina, nenhum poder de regime, a não ser que conste o contrário quanto a algumas coisas, por privilégio apostólico ou por costume aprovado." Jesus Hortal, canonista brasileiro comentador da edição brasileira do Código de Direito Canônico assim esclarece o título de patriarca:
| “ | Patriarca (literalmente, "superpai") é um título de longa tradição na Igreja. Designou originariamente os bispos de Alexandria, Antioquia e Roma. Posteriormente, a esses três, foram acrescentados outros dois: os de Constantinopla e Jerusalém. Juntos formam a "Pentarquia", que, na mentalidade ortodoxa, seria uma espécie de organismo colegiado de direção eclesial. No ocidente, portanto, há um único patriarca, no sentido histórico: o papa. No oriente, pela multiplicação dos ritos, há também uma multiplicidade de patriarcas católicos. Todos eles têm verdadeira jurisdição sobre os metropolitanos, os bispos sufragâneos e os fiéis. Por outra parte, no ocidente, o papa foi concedendo, em caráter honorífico, esse título a alguns prelados. Todos os patriarcas ocidentais, exceto o papa, carecem de qualquer jurisdição que lhes advenha do título. | ” |

| “ | Primaz (etimologicamente, "o primeiro"), que é diferente de patriarca, é um título existente em várias nações. Normalmente é atribuído à sé mais antiga, independentemente de sua importância atual. Por isso, no Brasil, a Arquidiocese de São Salvador da Bahia é a sé primaz. Mas o seu arcebispo - igual aos demais primazes - não tem nenhuma autoridade sobre as outras dioceses do país. | ” |

## Patriarcas independentes
O título de "patriarca" também é utilizado por líderes de algumas igrejas relativamente recentes, principalmente pelas chamadas Igrejas Católicas Independentes, que não estão em comunhão com nenhuma das igrejas cristãs históricas:
- O patriarca da Igreja Católica Apostólica Brasileira.
- O patriarca da Comunhão Internacional das Igrejas Episcopais Carismáticas.
- O patriarca da Igreja Católica Apostólica, nas Filipinas.
- O patriarca da Igreja Católica Apostólica de Antioquia.[23]
- O patriarca da Igreja Católica Ortodoxa Americana.
- O patriarca da Assembleia de Jerusalém.